# Трифонов, Александр Валерьевич
Александр Валерьевич Трифонов (род. 13 марта 1986 года, Лениногорск, Восточно-Казахстанская область, Казахская ССР) — казахстанский биатлонист, участник Олимпиады-2010, мастер спорта Республики Казахстан международного класса.

## Карьера
А. В. Трифонов родился в спортивной семье в казахстанском Лениногорске. Его родители — Трифонов Валерий Александрович и Трифонова Галина Григорьевна и стали его тренерами по лыжным гонкам. В биатлон перешёл в 2004 году.
На Зимней Азиаде-2007 в Чанчуне казахстанская четверка, в составе которой был А. В. Трифонов, завоевала «бронзу».
На Олимпиаде-2010 в Ванкувере А. В. Трифонов показал лишь 69-й результат в индивидуальной гонке. В эстафете казахстанская четверка была 18-й.
В 2011 году на кубке IBU в спринте стал серебряным призёром.
Впервые встал на лыжи в 2.5 года.
Учился с 1 по 11 класс в общеобразовательной школе  номер 3.
В 11 классе перевёлся учиться в РШИОСД (Республиканская Школа интернат для одаренных в спорте детей )
С 2003 по 2007 г учился в ВКГУ на факультете физической культуры и спорта
В биатлон перешёл в 2004 году и на первом же чемпионате Казахстана выполнил норматив Мастера спорта РК по биатлону.
Много кратный чемпион Казахстана
На Зимней Азиаде-2007 в Китайском Чанчуне казахстанская четверка, в составе которой был А. В. Трифонов, завоевала «бронзу». И благодаря этому результату выполнил норматив Мастера спорта международного класса.
На Олимпиаду-2010 в Канаду Ванкувер А. В. Трифонов отобрался в основном составе. И представлял РК на таком высоком уровне.
В 2010 году стал двух кратным чемпионом Азии.
В 2011 году на кубке IBU в Швеции в спринте стал серебряным призёром, уступив только  Российскому биатлону Дмитрию Малышко. Но обогнав таких именитых спортсменов, как : Мартен Фуркад,  Эрик Лессер, Бенидикт Доль и др.
В 2014 году на олимпиаду в Сочи 2014 попал в состав сборной Казахстана.
В 2016 году на кубке IBU в Немецком Арбере в смешанной эстафете в дуэте с Полтараниной Ольгой, заняли 2 место.
На чемпионате Европы в 2016 году в таком же составе в смешанной эстафете взяли 5 место.